# Gent–Wevelgem 2024
Das Straßenradrennen Gent–Wevelgem 2024 war die 86. Austragung des belgischen Eintagsrennens. Das Rennen fand am 24. März statt und war Teil der UCI WorldTour 2024.
Mads Pedersen setzte sich im Sprint gegenüber Mathieu van der Poel durch, nachdem sich die beiden rund 35 Kilometer vor dem Ziel im Anstieg des Kemmelberg absetzen konnten. Mit 16 Sekunden Rückstand ging Platz drei an Jordi Meeus, der den Sprint der Verfolgergruppe für sich entschied.

## Teilnehmende Mannschaften und Fahrer
Neben den 18 UCI WorldTeams gingen auch sieben UCI ProTeams bei dem Rennen an den Start. Für jedes Team waren sieben Fahrer startberechtigt, wobei die Mannschaften EF Education-EasyPost und Q36.5 Pro Cycling Team nur sechs Fahrer entsandten. Weiters nahmen Alexander Kristoff (Uno-X Mobility) und Jewgeni Giditsch (Astana Qazaqstan Team) das Rennen nicht in Angriff.
Mit Biniam Girmay (Intermarché-Wanty), Mads Pedersen (Lidl-Trek), John Degenkolb (Team dsm-firmenich PostNL) und Edvald Boasson Hagen (Decathlon AG2R La Mondiale Team) starteten vier ehemalige Sieger bei der 86. Austragung.
Neben dem amtierenden Weltmeister Mathieu van der Poel (Alpecin-Deceuninck) gingen mit Mads Pedersen, Jasper Stuyven (beide Lidl-Trek), Arnaud De Lie (Lotto Dstny), Matej Mohorič, Fred Wright (beide Bahrain Victorious), Tiesj Benoot, Jan Tratnik (beide Team Visma-Lease a Bike), Stefan Küng, Laurence Pithie (beide Groupama-FDJ), Jhonatan Narváez, Ben Turner (beide Ineos Greandiers), Kasper Asgreen, Yves Lampaert (beide Soudal Quick-Step), Oliver Naesen (Decathlon AG2R La Mondiale Team), Matteo Trentin (Tudor Pro Cycling Team), Nils Politt (UAE Team Emirates) und Rasmus Tiller (Uno-X Mobility) mehrere Klassiker-Spezialisten bei dem Eintagesrennen an den Start.
Hinzu kamen zahlreiche endschnelle Fahrer und Sprinter wie Jasper Philipsen (Alpecin-Deceuninck), Tim Merlier (Soudal Quick-Step), Olav Kooij (Team Visma-Lease a Bike), Biniam Girmay (Intermarché-Wanty), Jonathan Milan (Lidl-Trek), Dylan Groenewegen, Michael Matthews (Team Jayco AlUla), Arnaud Démare (Arkéa-B&B Hotels), Jordi Meeus (Bora-hansgrohe), Fernando Gaviria (Movistar Team), Sebastián Molano, Álvaro Hodeg (beide UAE Team Emirates) und Pascal Ackermann (Israel-Premier Tech), die sich auch aus einer größeren Gruppe durchsetzen konnten.
| UCI WorldTeams | UCI WorldTeams                  | UCI WorldTeams | UCI WorldTeams        | UCI WorldTeams | UCI WorldTeams            | UCI ProTeams | UCI ProTeams           |
| -------------- | ------------------------------- | -------------- | --------------------- | -------------- | ------------------------- | ------------ | ---------------------- |
| ADC            | Alpecin-Deceuninck              | EFE            | EF Education-EasyPost | DFP            | Team dsm-firmenich PostNL | BWB          | Bingoal WB             |
| ARK            | Arkéa-B&B Hotels                | GFC            | Groupama-FDJ          | JAY            | Team Jayco AlUla          | IPT          | Israel-Premier Tech    |
| AST            | Astana Qazaqstan Team           | IGD            | Ineos Grenadiers      | TVL            | Team Visma-Lease a Bike   | LDT          | Lotto Dstny            |
| TBV            | Bahrain Victorious              | IWA            | Intermarché-Wanty     | UAD            | UAE Team Emirates         | Q36          | Q36.5 Pro Cycling Team |
| BOH            | Bora-Hansgrohe                  | LTK            | Lidl-Trek             |                |                           | TFB          | Team Flanders-Baloise  |
| COF            | Cofidis                         | MOV            | Movistar Team         |                |                           | TEN          | TotalEnergies          |
| DAT            | Decathlon AG2R La Mondiale Team | SOQ            | Soudal Quick-Step     |                |                           | UXM          | Uno-X Mobility         |

## Streckenführung

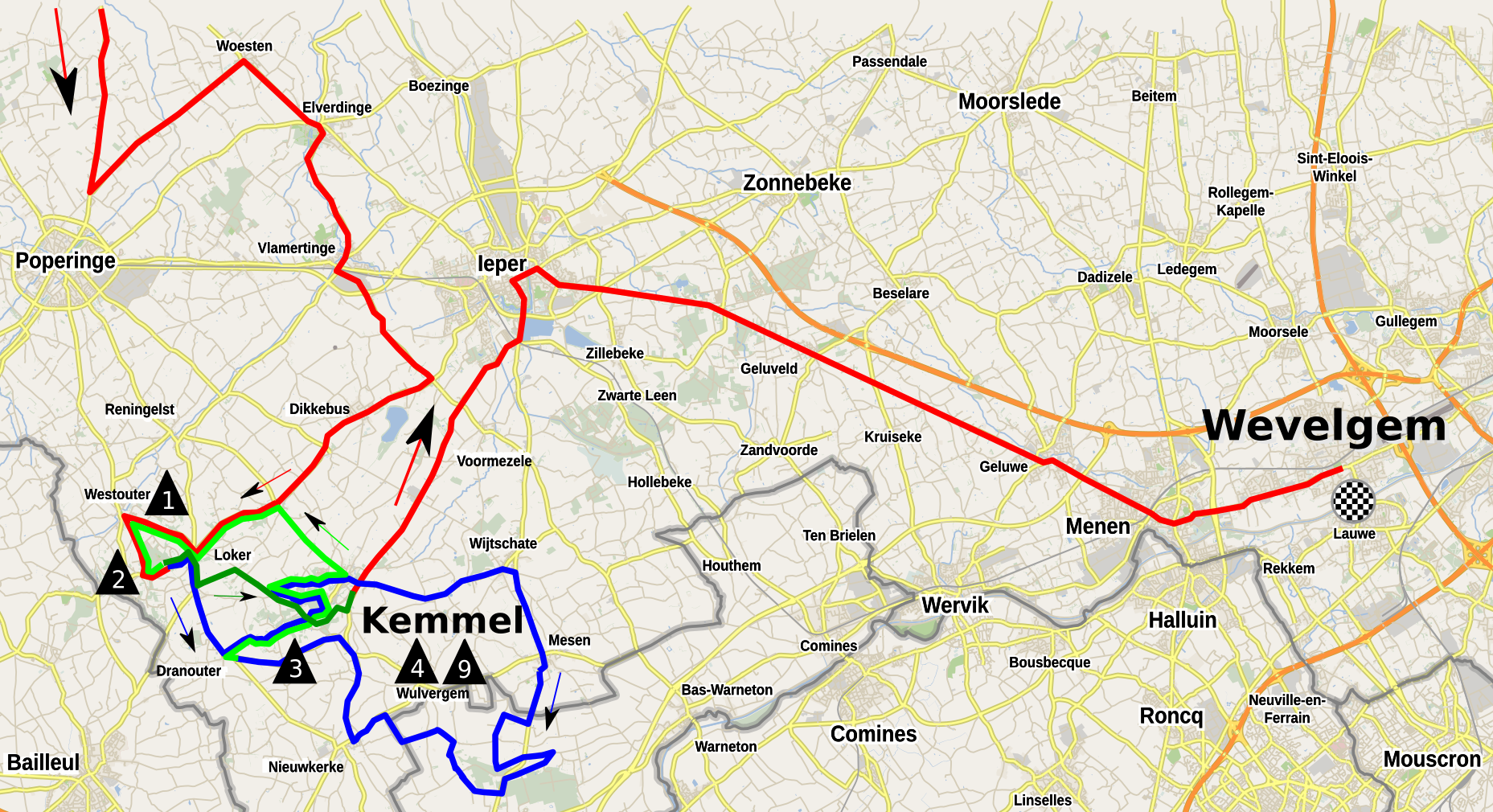
Streckenführung vom Schlussteil des Gent–Wevelgem 2024 mit den teilweise mehrfach zu befahrenden Anstiegen

Die Strecke führte über 253,1 km und rund 1500 Höhenmeter von Ypern durch Westflandern nach Wevelgem und war somit etwas kürzer als im Vorjahr. Nach dem offiziellen Start führte die Strecke zunächst für rund 25 Kilometer in Richtung Osten, ehe eine Wende kurz vor Kortrijk erfolgte. Südlich von Roeselare ging es nun über Houthulst und Diksmuide nach Veurne, wo die Strecke nach rund 95 Kilometern ihren nördlichsten Punkt erreichte. Im Anschluss folgten die Fahrer der belgisch-französischen Grenze in Richtung Süden, wobei sie mehrmals die Fahrtrichtung ändern. Nach Poperinge wurde rund 100 Kilometer vor dem Ziel der Startort Ypern passiert, ehe die erste Serie von Anstiegen erfolgte. Die erste Steigung, der Scherpenberg, wurde nach 156,5 Kilometern überquert. Innerhalb von 20 Kilometern folgten nun der Baneberg, Monteberg, sowie die erste Auffahrt des gepflasterten Kemmelberg, die aus südlicher Richtung erfolgte. Rund 70 Kilometer vor dem Ziel folgten drei Schotter-Sektoren, ehe die zweite Serie von Anstiegen in Angriff genommen wurde. Nun ging es ein weiteres Mal über den Monteberg, die Südauffahrt des Kemmelberg, den Scherpenberg und den Baneberg. Abschließend wurde die Nordauffahrt des Kemmelberg absolviert, der 34,3 Kilometer vor dem Ziel zum dritten und letzten Mal überquert wurde. Nach den Anstiegen ging es auf flachen Straßen Richtung Norden nach Ypern und anschließend entlang der N8 nach Westen. Die Zieleinfahrt in Wevelgem befand sich am Ende einer langen und flachen Geraden.
Insgesamt standen drei Schotterstraßen, zwei Kasseien (Kopfsteinpflasterstraßen) und neun Hellingen (kurze steile Anstiege) auf dem Programm.
|                        | km    | Kopfsteinpflaster | Länge (m) | Steigung | Schotterstraße |
| ---------------------- | ----- | ----------------- | --------- | -------- | -------------- |
| Beauvoordestraat       | 108,2 | ●                 | 300       |          |                |
| Veurnestraat           | 111,3 | ●                 | 1200      |          |                |
| Scherpenberg           | 156,5 |                   | 1000      | ⌀ 2,3 %  |                |
| Baneberg               | 161,2 |                   | 1300      | ⌀ 6 %    |                |
| Monteberg              | 167,2 |                   | 1000      | ⌀ 5,4 %  |                |
| Kemmelberg (Belvedère) | 169   | ●                 | 400       | ⌀ 10,4 % |                |
| Hill 63                | 181,5 |                   | 1300      |          | ●              |
| Christmas Truce        | 184   |                   | 2100      |          | ●              |
| The Catacombs          | 186,2 |                   | 650       |          | ●              |
| Monteberg              | 199,5 |                   | 1000      | ⌀ 5,4 %  |                |
| Kemmelberg (Belvedère) | 201,3 | ●                 | 400       | ⌀ 10,4 % |                |
| Scherpenberg           | 208,8 |                   | 1000      | ⌀ 2,3 %  |                |
| Baneberg               | 213,5 |                   | 1300      | ⌀ 6 %    |                |
| Kemmelberg (Ossuaire)  | 218,8 | ●                 | 700       | ⌀ 10,9 % |                |
| Ziel                   | 253,1 |                   |           |          |                |

## Rennverlauf und Rennergebnis
Mit Alexander Kristoff (Uno-X Mobility), der das Rennen im Jahr 2019 gewonnen hatte, und Jewgeni Giditsch (Astana Qazaqstan) nahmen zwei Fahrer das Rennen nicht in Angriff. Nach rund 40 Kilometern bildete sich eine acht Fahrer umfassende Ausreißergruppe, in der Michael Mørkøv (Astana Qazaqstan), Johan Jacobs (Movistar), Kelland O’Brien (Jayco AlUla), Hugo Houle (Israel-Premier Tech), Dries de Bondt (Decathlon AG2R La Mondiale), Mathis Le Berre (Arkéa-B&B Hotels), Cyrus Monk (Q36.5) und William Blume Levy (Uno-X Mobility) vertreten waren. Die Gruppe fuhr einen maximalen Vorsprung von rund sechs Minuten heraus. Im Hauptfeld kam es in der frühen Rennphase zu einem Sturz, der die Aufgabe von Jan Tratnik (Visma-Lease a Bike) zur Folge hatte.
Nach rund 100 Kilometern führte der starke Wind zu einer Teilung des Hauptfelds, wobei sich rund 30 Fahrer absetzten. Innerhalb von wenigen Kilometern wurden nun die Ausreißer gestellt, wodurch sich eine 35 Fahrer umfassende Spitzengruppe bildete. Rund 100 Kilometer vor dem Ziel, als die ersten Steigungen des Tages erreicht wurden, betrug der Vorsprung der Spitzengruppe etwa eine halbe Minute auf die abgehängten Fahrer. Nach dem Scherpenberg griff Max Walscheid (Jayco AlUla) an und setzte sich von der Spitzengruppe ab, ehe Johan Jacobs im Baneberg zu ihm stieß. Die beiden hielten sich jedoch nur kurz an der Spitze des Rennens und wurden noch vor dem Kemmelberg gestellt. Weiters schlossen auch mehrere abgehängte Fahrer zur ersten Gruppe auf.
In der ersten Auffahrt des Kemmelberg forcierte Mathieu van der Poel (Alpecin-Deceuninck) rund 85 Kilometer vor dem Ziel das Tempo. Nach dem Anstieg griff Jonathan Milan (Lidl-Trek) an und setzte sich als Solist an die Spitze des Rennens, während sich dahinter eine sechs Fahrer umfassende Verfolgergruppe bildete, in der neben Mathieu van der Poel auch Mads Pedersen, Jasper Stuyven (beide Lidl-Trek), Laurence Pithie (Groupama-FDJ), Tim van Dijke (Visma-Lease a Bike) und Rasmus Tiller (Uno-X Mobility) vertreten waren. Dahinter folgte mit einem Abstand von rund 30 Sekunden ein größeres Fahrerfeld. Auf den nachfolgenden Schotterstraßen forcierte Mathieu van der Poel das Tempo erneut, sodass Jasper Stuyven, Tim van Dijke und Rasmus Tiller zurückfielen, ehe er gemeinsam mit Mads Pedersen und Laurence Pithie 63 Kilometer vor dem Ziel zu Jonathan Milan aufschloss.
In der zweiten Auffahrt des Kemmelberg fiel Jonathan Milan aus der Spitzengruppe zurück, nachdem er sich zwischenzeitlich ein weiteres Mal abgesetzt hatte. Mads Pedersen führte die Spitzengruppe über den Kopfsteinpflaster-Anstieg, während die größere Verfolgergruppe weiterhin rund 30 Sekunden zurücklag. Auf dem anschließenden Flachstück versuchte Matteo Trentin (Tudor) zu dem Spitzen-Trio aufzuschließen, was ihm jedoch nicht gelang. Im Anstieg des Baneberg waren es Ben Turner (Ineos Grenadiers) und Hugo Page (Intermarché-Wanty) die sich vom Hauptfeld lösten, ehe auch Anthony Turgis (TotalEnergies) wenig später zu ihnen hinzukam. Die drei Fahrer konnten die Lücke zur Spitzengruppe jedoch ebenfalls nicht schließen.
Die Vorentscheidung fiel in der letzten Auffahrt des Kemmelberg rund 35 Kilometer vor dem Ziel. Laurence Pithie konnte einem Antritt von Mads Pedersen nicht folgen, während Mathieu van der Poel am Hinterrad des Dänen blieb. Die beiden Spitzenreiter überquerten die Kuppe gemeinsam und nahmen im Anschluss die letzten flachen Kilometer in Angriff. Laurence Pithie versuchte anfangs, die Lücke zu schließen, ließ sich jedoch 24 Kilometer vor dem Ziel in die Verfolgergruppe um Ben Turner zurückfallen. Unterdessen formierten sich die Mannschaften der Sprinter im Hauptfeld, das die erste Verfolgergruppe 13 Kilometer vor dem Ziel einholte. Mathieu van der Poel und Mads Pedersen behaupteten jedoch ihren Vorsprung von rund einer Minute und gingen gemeinsam auf den letzten Kilometer. Mads Pedersen eröffnete den Sprint 300 Meter vor dem Ziel von der ersten Position und setzte sich vor Mathieu van der Poel durch. Im Sprint aus dem rund 50 Fahrer umfassenden Hauptfeld sicherte sich Jordi Meeus (Bora-hansgrohe) mit einem Rückstand von 16 Sekunden den dritten Rang.
| Platz | Fahrer               | Nation | Team                    | Zeit                   |
| ----- | -------------------- | ------ | ----------------------- | ---------------------- |
| 01.   | Mads Pedersen        | DEN    | Lidl-Trek               | 5:36:00 h (45,20 km/h) |
| 02.   | Mathieu van der Poel | NED    | Alpecin-Deceuninck      | "                      |
| 03.   | Jordi Meeus          | BEL    | Bora-hansgrohe          | + 0:16 min             |
| 04.   | Jasper Philipsen     | BEL    | Alpecin-Deceuninck      | "                      |
| 05.   | Jonathan Milan       | ITA    | Lidl-Trek               | "                      |
| 06.   | Olav Kooij           | NED    | Team Visma-Lease a Bike | "                      |
| 07.   | Biniam Girmay        | ERI    | Intermarché-Wanty       | "                      |
| 08.   | Tim Merlier          | BEL    | Soudal Quick-Step       | "                      |
| 09.   | Dylan Groenewegen    | NED    | Team Jayco AlUla        | "                      |
| 10.   | Matteo Trentin       | ITA    | Tudor Pro Cycling Team  | "                      |

## Vergabe der UCI-Punkte
Gent–Wevelgem 2024 war Teil der UCI WorldTour 2024. Nach dem Rennen werden UCI-Punkte vergeben, die sich auf die Platzierung der Fahrer und Mannschaften im UCI-Ranking auswirkten. Die Punktevergabe erfolgte nach folgendem Schlüssel:
| Platzierung  | 1.  | 2.  | 3.  | 4.  | 5.  | 6.  | 7.  | 8.  | 9.  | 10. | Anmerkung                               |
| ------------ | --- | --- | --- | --- | --- | --- | --- | --- | --- | --- | --------------------------------------- |
| Tageswertung | 500 | 400 | 325 | 275 | 225 | 175 | 150 | 125 | 100 | 85  | gestaffelt bis zum 60. Platz (3 Punkte) |